# Teleférico del Teide
Teleférico del Teide, česky Lanovka na Teide, je visutá lanová kabinová dráha vedoucí ze stanice Base del Teide (2356 m n. m.) na stanici Base de La Rambleta (3555 m n. m.) pod vrcholem nejvyšší sopky a hory Španělského království Pico del Teide. Lanovka je postavena v Monumento Natural del Teide (přírodní památka Teide) v Národním parku Teide. Leží na území obce La Orotava v provincii Santa Cruz de Tenerife na ostrově Tenerife na Kanárských ostrovech ve Španělsku. Je to také nejvýše položená lanovka ve Španělském království.

## Historie a popis
Prvním, kdo se zmínil o stavbě lanovky, byl Andrés de Arroyo y González de Chávez, který si při jedné ze svých cest do Evropy v roce 1929 uvědomil, že v Německu a Švýcarsku existují tyto lanovky. O rok později, v roce 1930, již projekt vypracoval stavební inženýr José Ochoa Benjumea. To posloužilo jako základ pro konečný projekt z roku 1960, který vypracovali inženýři Miguel Pintor Domingo a Francisco Trujillo Armas. O dva roky později začaly práce, ale trvalo 8 let, než byly dokončeny. Dne 18. července 1971 byla lanovka slavnostně otevřena a v srpnu 1971 také otevřena pro veřejnost. Jízda lanovkou trvá 8 minut. Rekonstrukce lanovky proběhly v letech 1999 a 2007.

## Další informace
Jízda lanovkou je zpoplatněna.

## Galerie

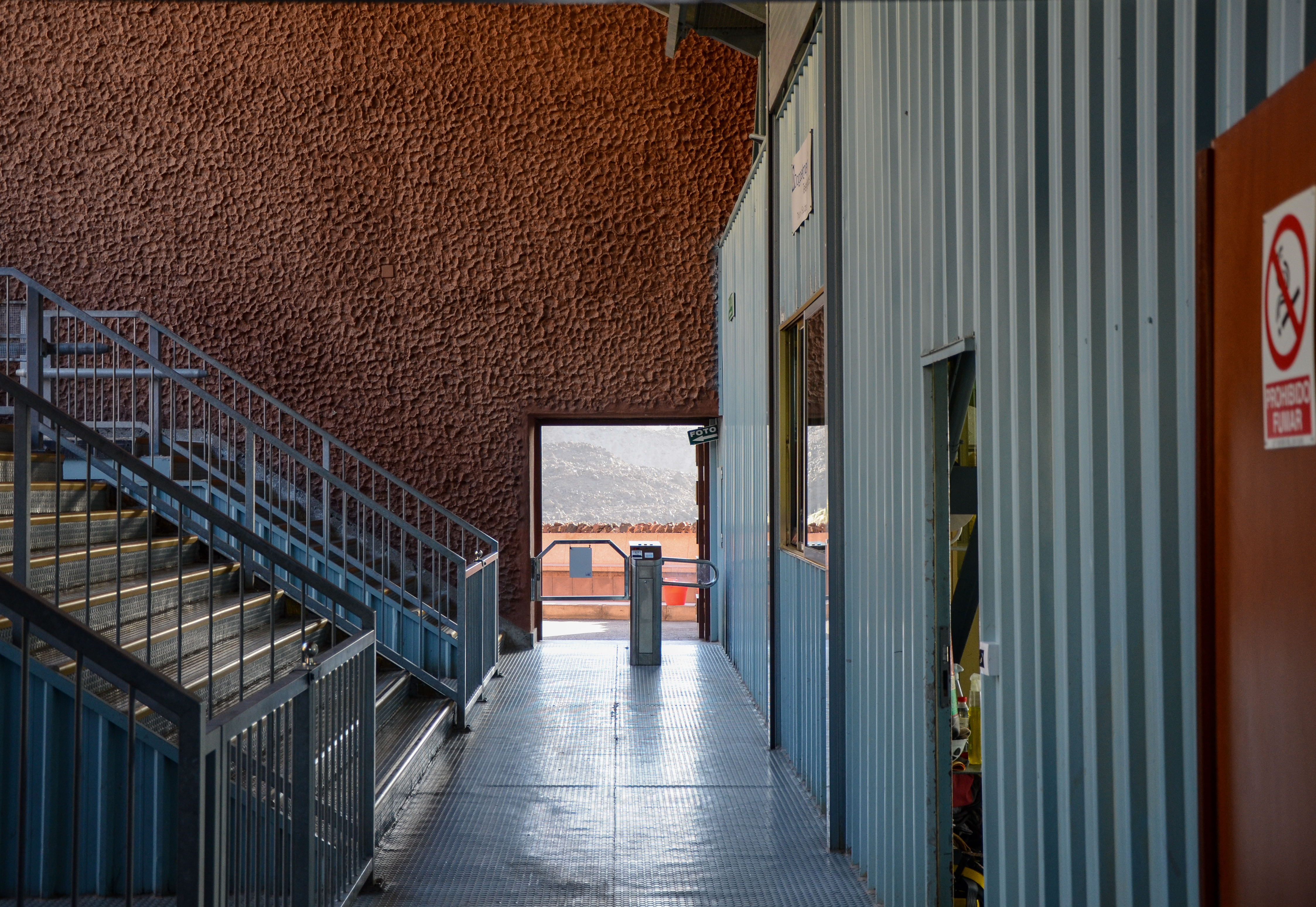
Dolní stanice
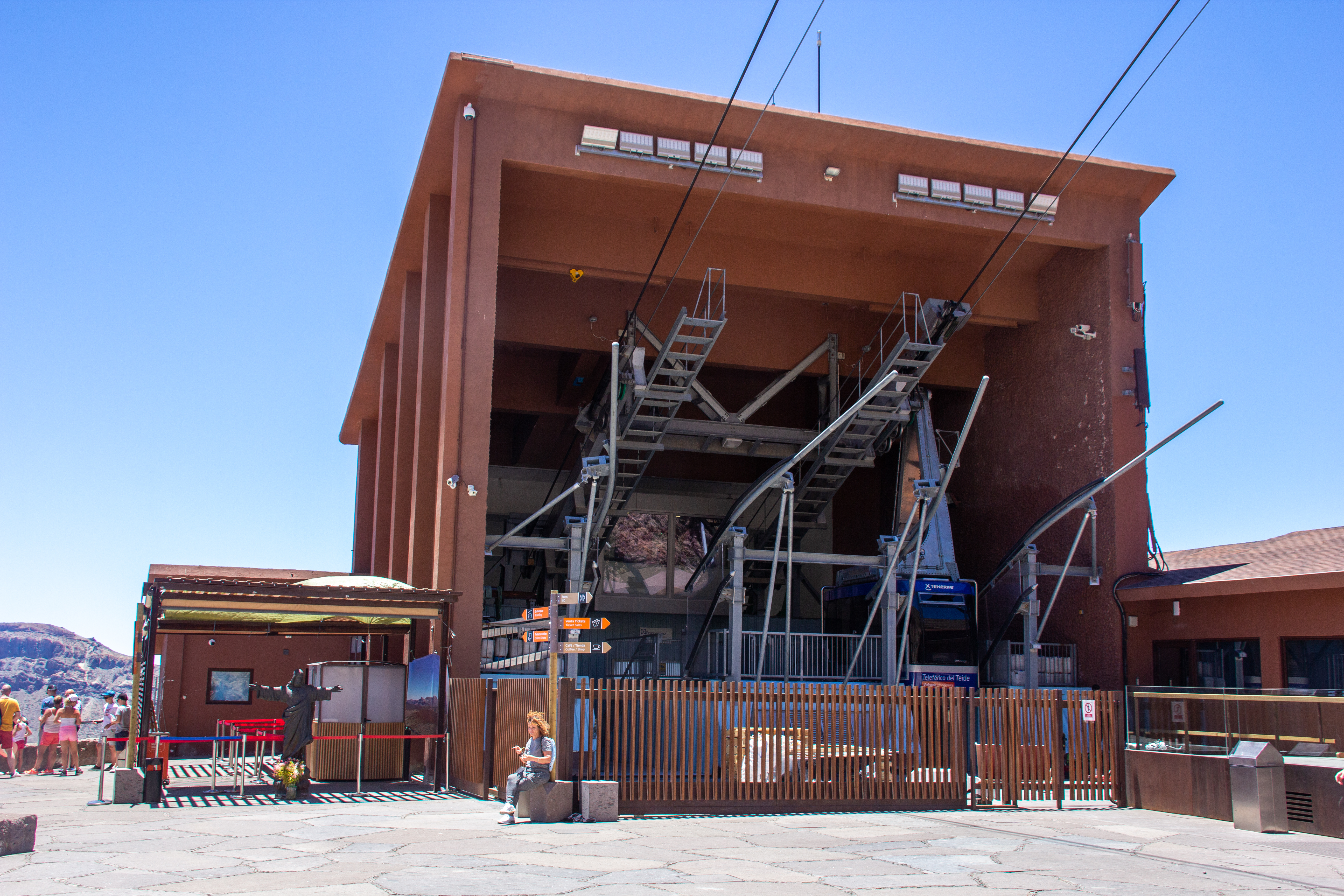
Dolní stanice
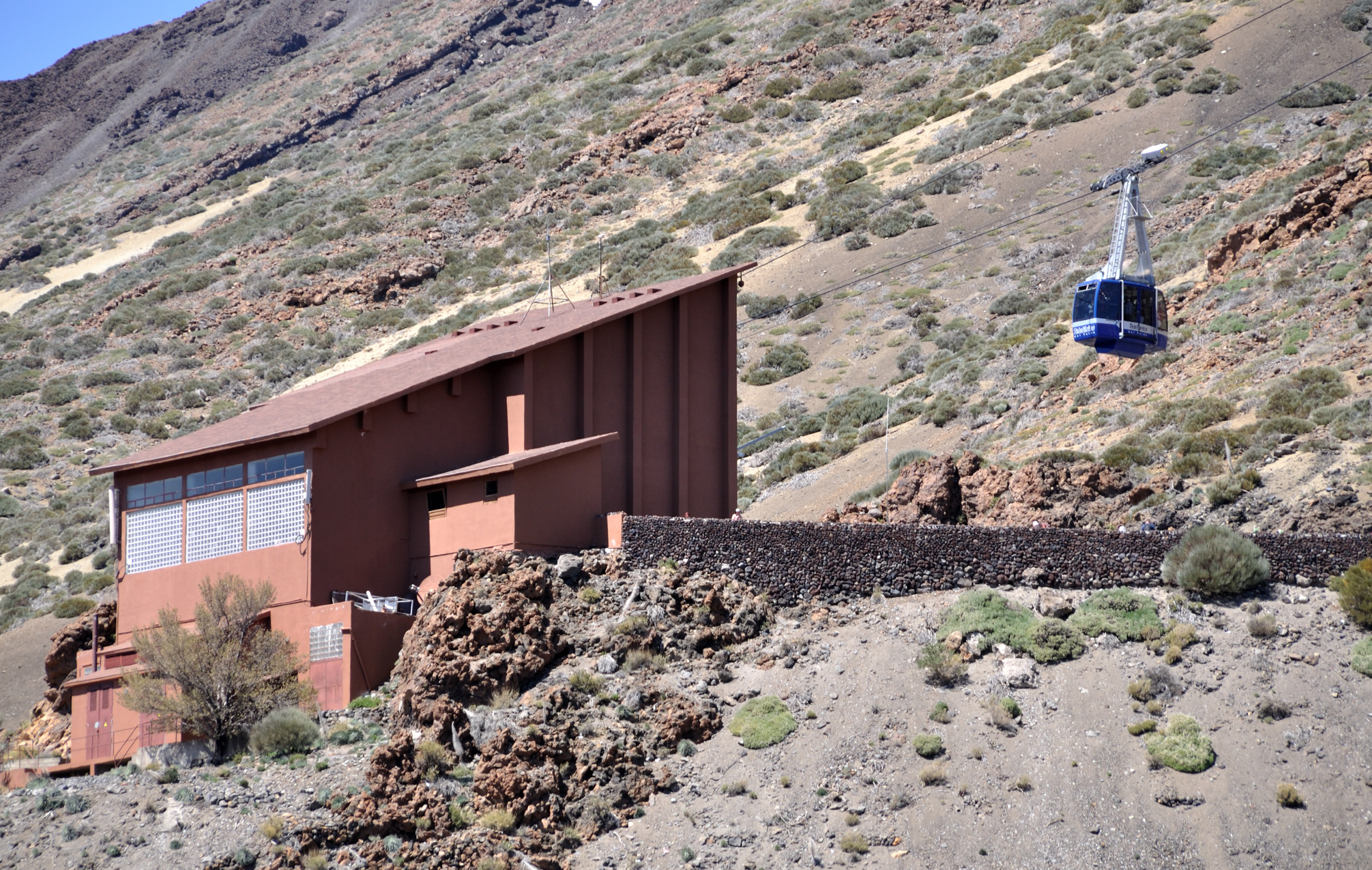
Dolní stanice
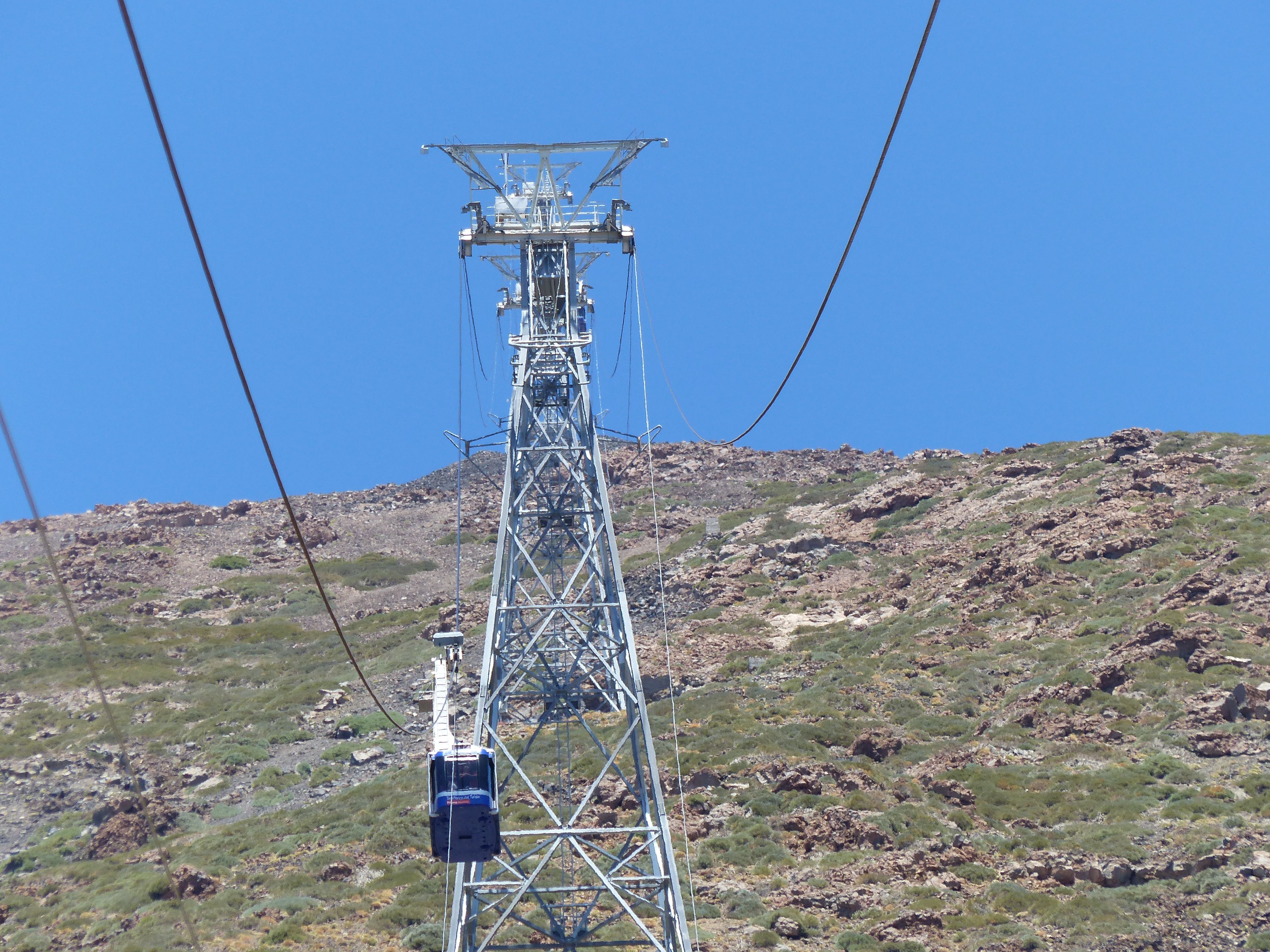
Lanovka na cestě
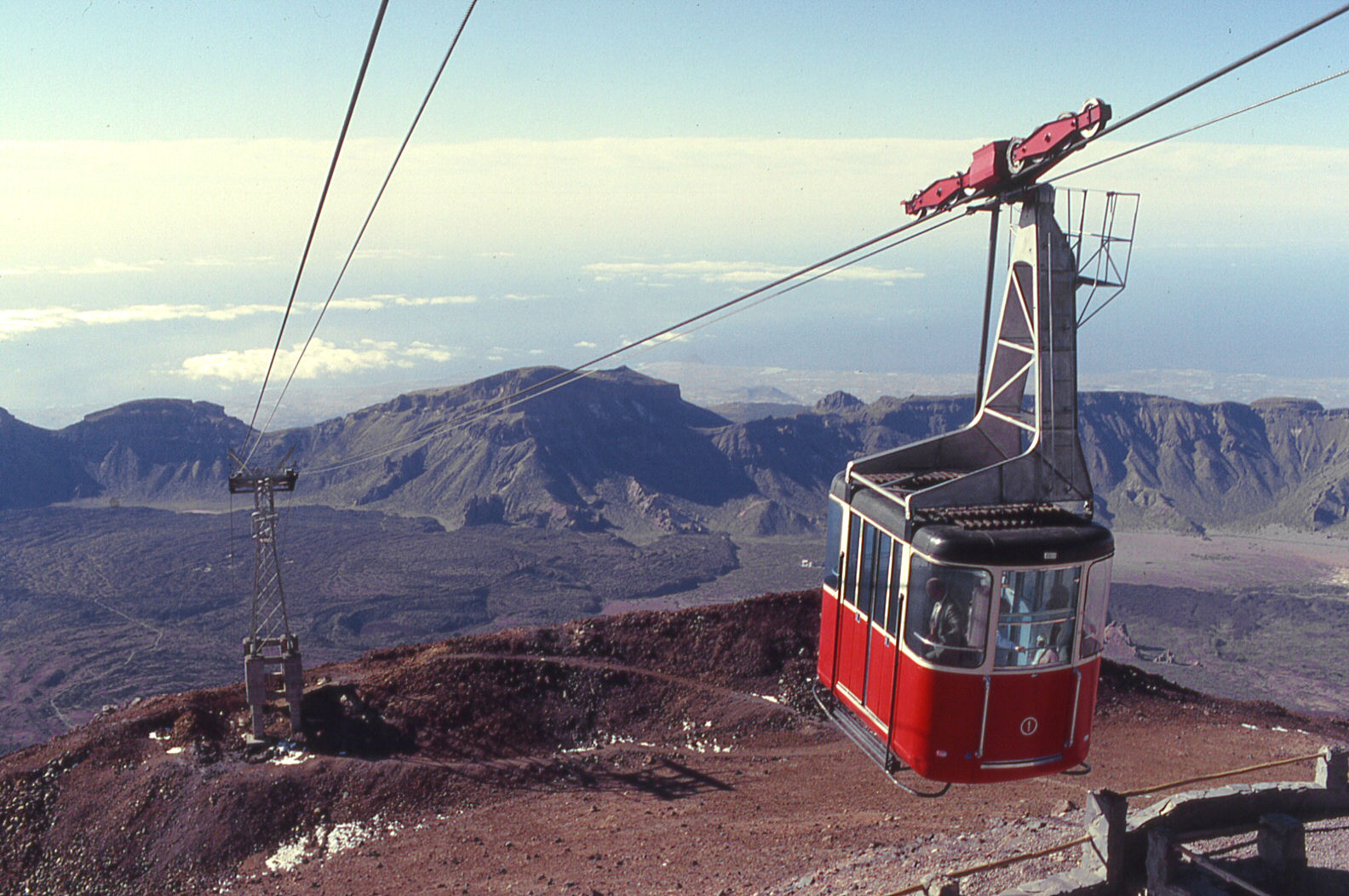
Horní stanice
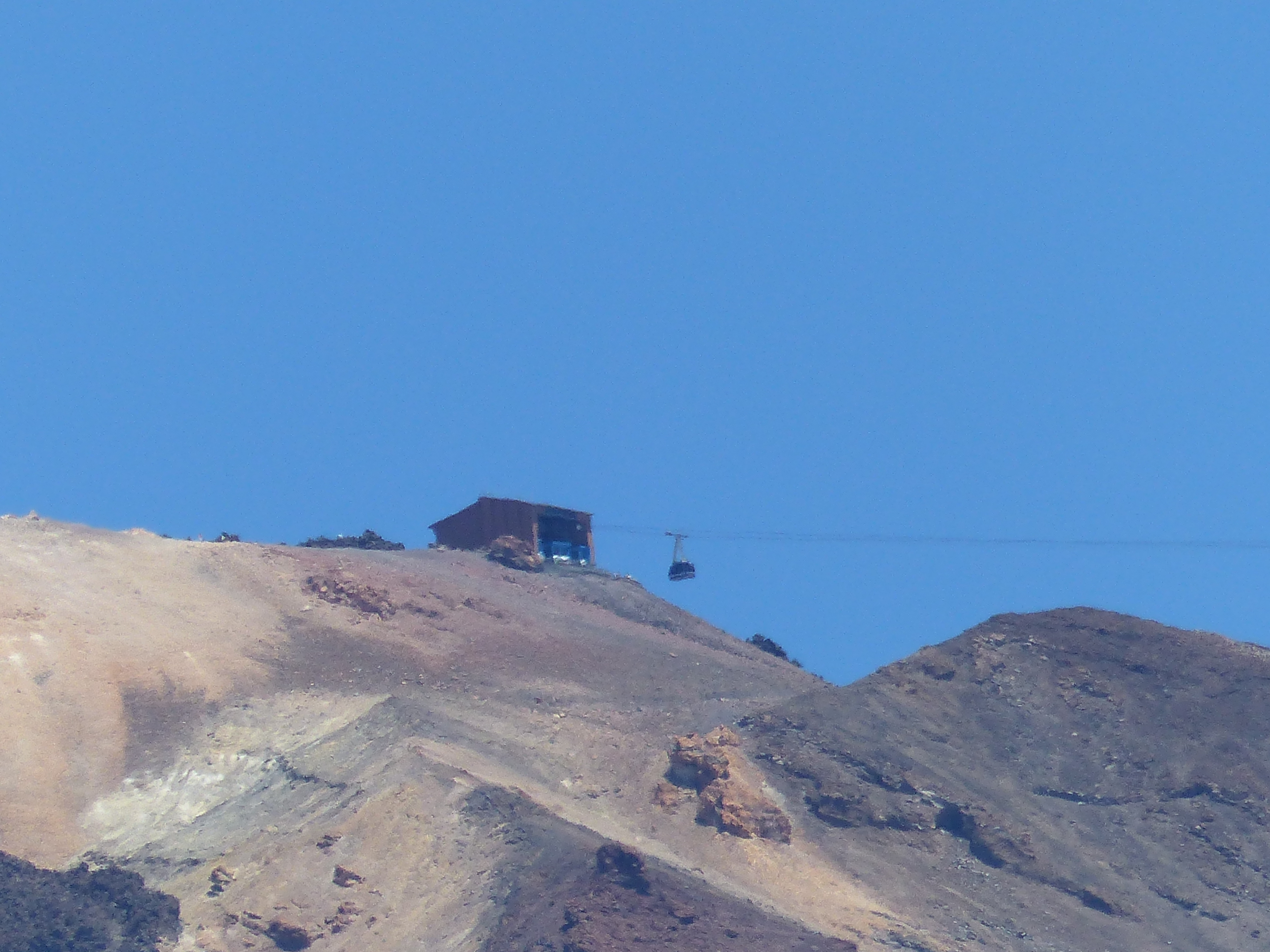
Horní stanice
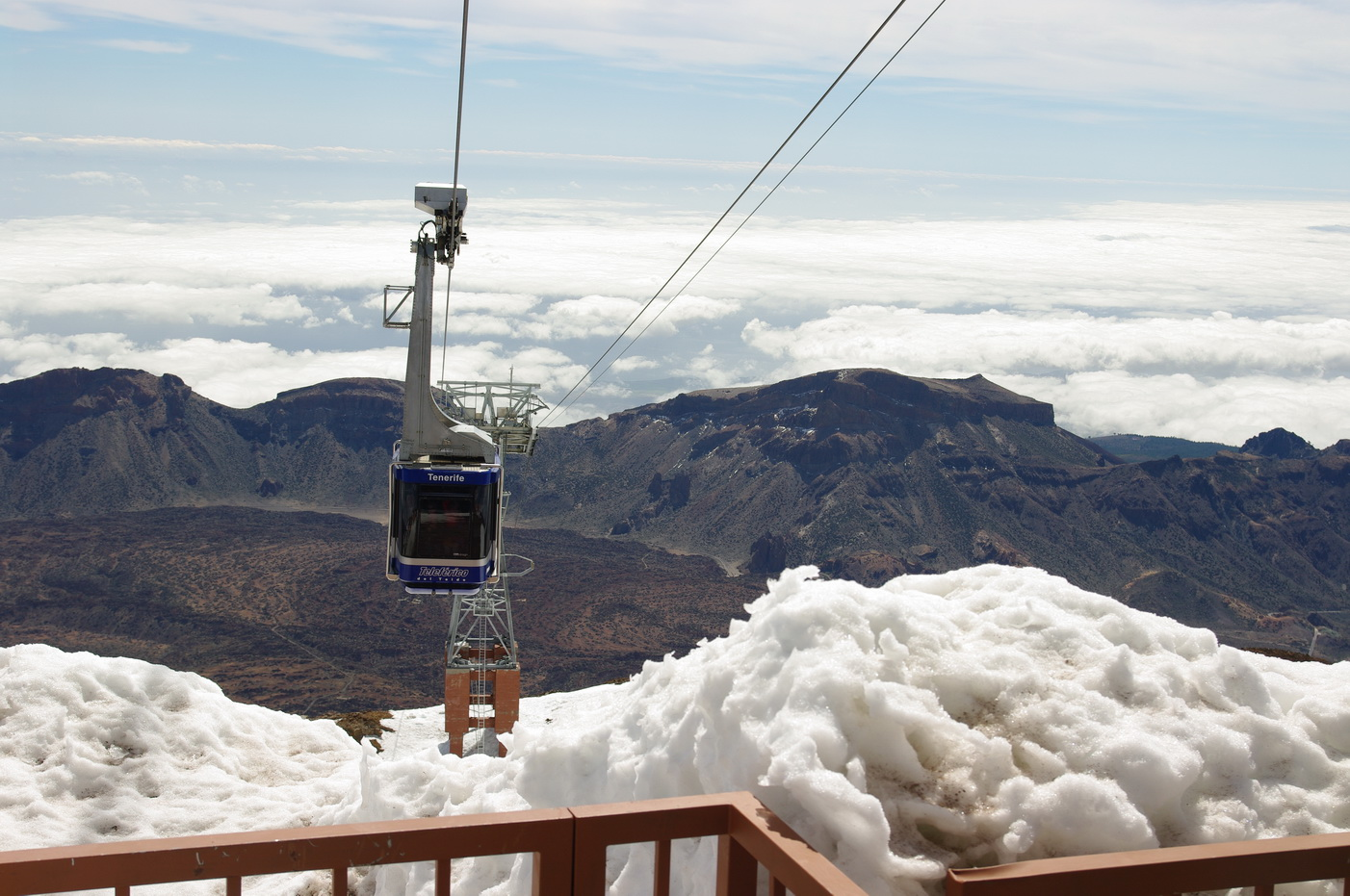
Horní stanice
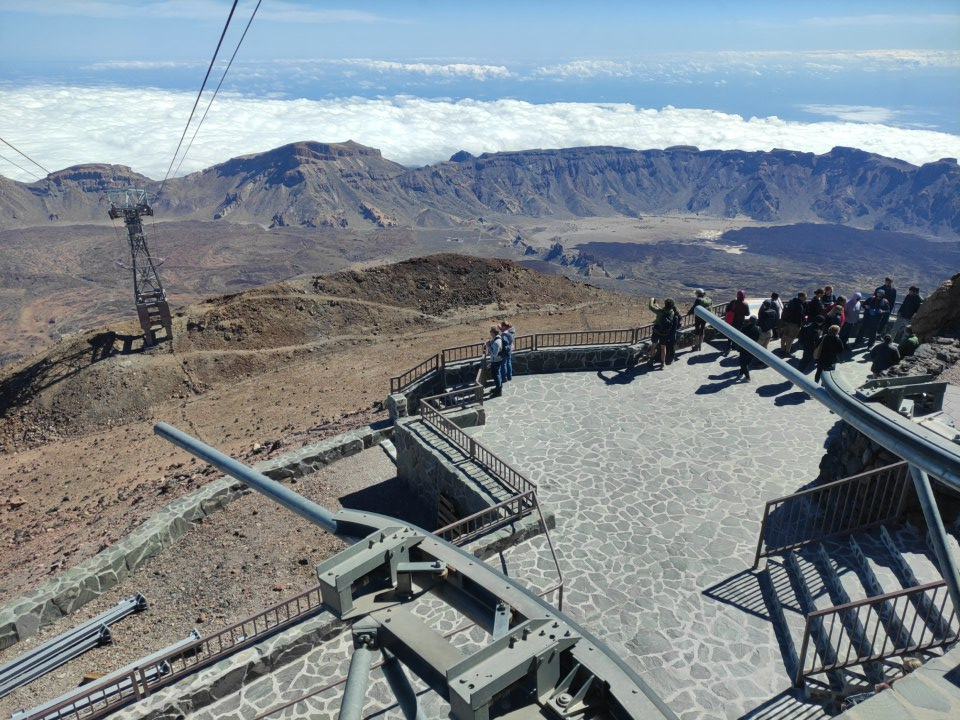
Horní stanice
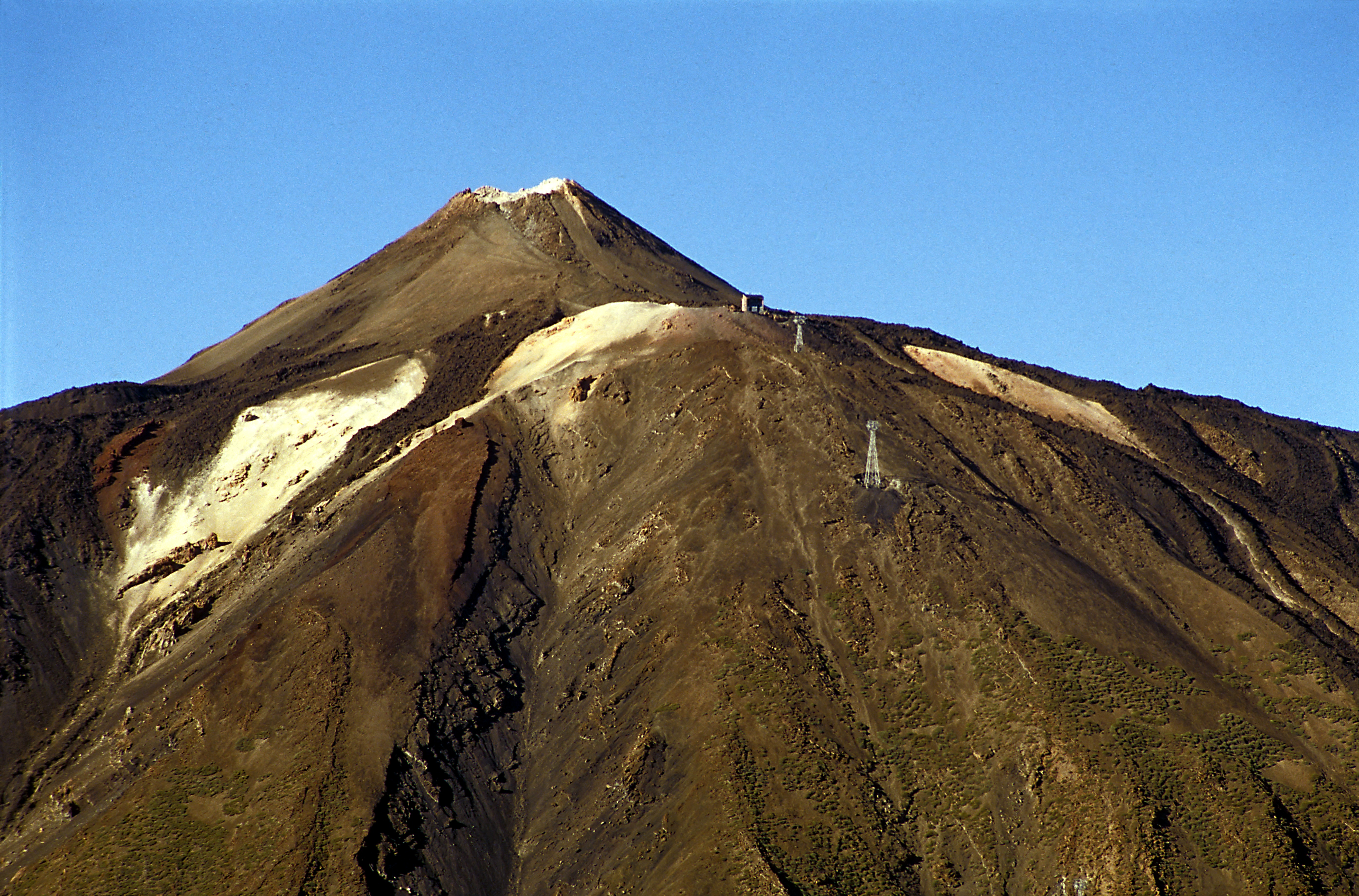
Pico del Teide a jeho lanovka